# بنااوکاز
بنااوکاز (به اسپانیایی: Benaocaz) یک دهستان در اسپانیا است که در استان کادیس واقع شده‌است. بنااوکاز ۶۹٫۳۹ کیلومتر مربع مساحت و ۷۴۵ نفر جمعیت دارد و ۷۹۳ متر بالاتر از سطح دریا واقع شده‌است.